# Círculo polar

Los círculos polares

El círculo polar es el paralelo que se encuentra a una latitud de 66° 33' 46".
Las latitudes 66° 33' 46" N y 66° 33' 46" S corresponden respectivamente a los círculos polares ártico y antártico.
En todo punto con latitud mayor a la del círculo polar hay por lo menos un día del año en el que el Sol está sobre el horizonte durante 24 horas seguidas. Del mismo modo, hay por lo menos un día en el que el Sol permanece bajo el horizonte durante 24 horas seguidas. Esto (y las estaciones del año) se debe a que el eje de rotación de la Tierra se encuentra inclinado actualmente 23° 26' 14" (año 2015) respecto al plano de la órbita terrestre alrededor del Sol.

## Movimiento de los círculos polares

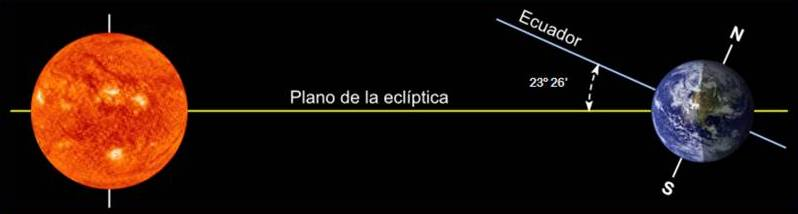
Inclinación del eje de rotación de la Tierra respecto a la Eclíptica.

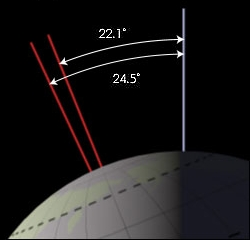
Rango de la oblicuidad de la eclíptica de la Tierra.

Las latitudes de los círculos polares están determinadas por la inclinación del eje de rotación de la tierra con respecto a la eclíptica. El ángulo no es constante, sino que tiene un movimiento complejo determinado por muchos ciclos de periodos, desde cortos a muy largos. 
La nutación (del latín nutare, cabecear u oscilar) es el nombre por el que se conoce la oscilación periódica del polo de la Tierra alrededor de su posición media en la esfera celeste, debida a la influencia de la Luna sobre el planeta, similar al movimiento de una peonza (como un trompo) cuando pierde fuerza y está a punto de caerse. La nutación hace que los polos de la Tierra se desplacen unos nueve segundos de arco cada 18,6 años. Por ello, debido a la nutación, la inclinación aumenta o se reduce más de 9" (unos 280 metros medidos en la superficie) en ese periodo.